# Sopkovce
Sopkovce est un village de Slovaquie situé dans la région de Prešov.

## Histoire
Première mention écrite du village en 1567.

## Démographie

### Évolution de la population
| Année:               | 1994. | 2004.    | 2014.    | 2024.    |
| -------------------- | ----- | -------- | -------- | -------- |
| Nombre de personnes: | 143   | 127      | 110      | 96       |
| Différence:          |       | -11,18 % | -13,38 % | -12,72 % |

| Année:               | 2023. | 2024.   |
| -------------------- | ----- | ------- |
| Nombre de personnes: | 99    | 96      |
| Différence:          |       | -3,03 % |